# Xestocephalus dubius
Xestocephalus dubius är en insektsart som beskrevs av Delong 1982. Xestocephalus dubius ingår i släktet Xestocephalus och familjen dvärgstritar. Inga underarter finns listade i Catalogue of Life.